# دانشگاه کالیفرنیا، دیویس
دانشگاه کالیفرنیا، دیویس (به انگلیسی: University of California Davis) یک دانشگاه تحقیقاتی دولتی در دیویس واقع در ایالت کالیفرنیا آمریکا است که در سال ۱۹۰۵ میلادی بنیان‌نهاده شده‌است. این دانشگاه در رتبه‌بندی رشتۀ کشاورزی همواره به‌عنوان دانشگاه نخست یا دوم جهان قرار دارد. دانشگاه کالیفرنیا دیویس به‌عنوان یکی از ۱۰ دانشگاه دولتی برتر در کشور آمریکا رتبه‌بندی می‌شود و همچنین در شمار بهترین دانشگاه‌های جهان است. 
پردیس این دانشگاه با داشتن مساحتی حدود ۲۱۰۰ هکتار، دومین پردیس بزرگ دانشگاه‌های کالیفرنیا پس از دانشگاه کالیفرنیا، مرسد است. دانشگاه کالیفرنیا در دیویس هم‌چنین پس از دانشگاه‌های لس‌آنجلس و برکلی بیشترین تعداد پذیرش دانشجو را دارا است. مؤسسه کارنگی دانشگاه UCD را، به‌عنوان یک دانشگاه پژوهشی پزشکی جامع همراه با برنامه‌های پزشکی، دامپزشکی و سطح بالای فعالیت پژوهشی، معرفی کرده است. 
دوره‌های مربوط به تحصیلات تکمیلی این دانشگاه، از دانشگاه‌های دیگر متمایز است که انجمن تحقیقاتی دانشگاه‌های آمریکا (United States National Research Council) این دوره‌های تحصیلی را جزء ۱۰ دوره تحصیلی برتر موردنظر خود قرار داده‌است. مهم‌ترین این دوره‌های تحصیلی شامل: اقتصاد کشاورزی، حشره‌شناسی، زیست‌شناسی فرگشتی، زیست‌شناسی گیاهی و بوم‌شناسی (اکولوژی) می‌باشند. همچنین انجمن تحقیقاتی دانشگاه‌های آمریکا (NRC) یک‌سوم از دوره‌های تحصیلی پس از لیسانس دانشگاه دیویس را، جزء ۲۵٪ رشته‌های مهم موردنظر خود، رتبه‌بندی کرده است. 
دانشگاه دیویس به‌عنوان یکی از ۱۰ دانشگاه برتر پژوهشی  آمریکا نیز به‌شمار می‌آید. این دانشگاه پنجمین دانشگاه برتر دولتی آمریکا به‌شمار می‌رود. همچنین در رتبه‌بندی مؤسسه تایمز در سال ۲۰۲۰ این دانشگاه رتبه ۵۵ را در بین دانشگاه‌های جهان ازآن خود کرده‌‌است. در رتبه‌بندی دانشگاه‌های جهان QS در سال ۲۰۲۰ دانشگاه کالیفرنیا، دیویس در رتبه ۱۰۴ جهان و ۳۱ آمریکا قرار گرفته‌است.

## دانشکده‌ها
دانشکده‌های دانشگاه کالیفرنیا دیویس در مقطع کارشناسی عبارتند از:

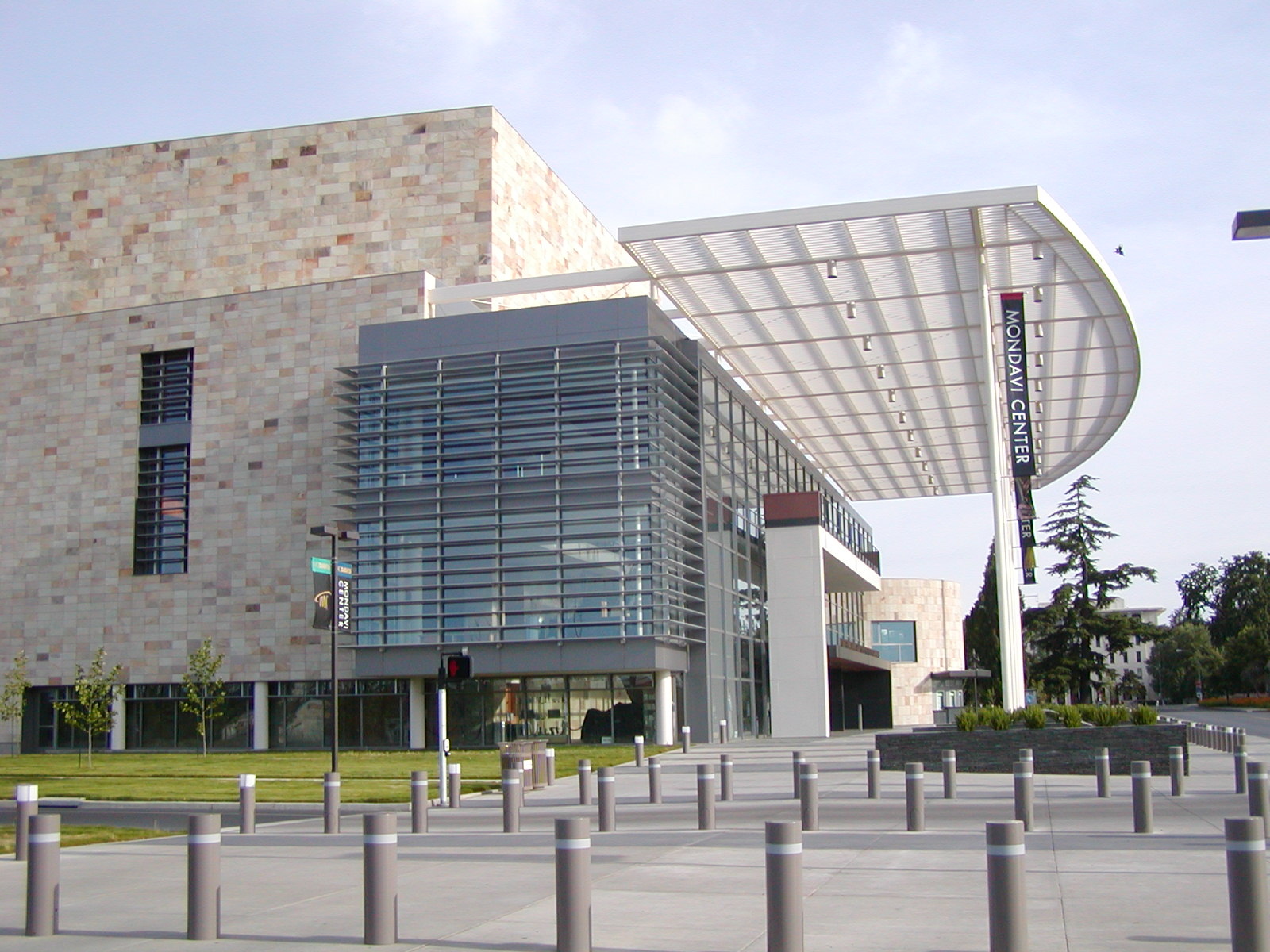
مرکز نمایش‌های هنری «منداوی»

- دانشکده کشاورزی و علوم زیست‌محیطی
- دانشکده علوم زیستی
- دانشکده مهندسی
- دانشکده ادبیات و علوم

دانشکده‌های دانشگاه کالیفرنیا دیویس در مقطع تحصیلات تکمیلی عبارتند از:
- دانشکده مدیریت
- دانشکده آموزش
- دانشکده حقوق
- دانشکده پزشکی
- دانشکده دامپزشکی
- دانشکده پرستاری